# Eubacteriën
Het domein Eubacteria (eubacteriën) is een verouderde indeling van een groep van prokaryote organismen (organismen zonder celkern). Daarnaast staat het domein Archaea of oerbacteriën, die ook prokaryoot zijn. De Archaea zijn echter meer verwant met de Eukaryota, die wel een celkern hebben. Tegenwoordig worden de namen Bacteria en Archaea gebruikt om deze twee groepen te benoemen en is de naam Eubacteria in onbruik geraakt.
| - LUCA - Domein Eubacteria (Ehrenberg 1828) (→ prokaryoten, Monera) - - Domein Archaea (Woese et al. 1990) (→ prokaryoten, Monera) - Domein Eukaryota - Supergroep Unikonta (Cavalier-Smith 2002) - - Rijk Animalia (Linnaeus 1758) - Rijk Fungi (Linnaeus 1753) - Rijk Amoebozoae (Lühe 1913, em. Corliss 1984) (→ protisten) - Supergroep Excavata (Cavalier-Smith 2002) (→ protisten) - Rijk Euexcavatae (Holt & Iudica) - Rijk Discicristatae (Cavalier-Smith 2002) - Bikonta (Cavalier-Smith 2002) - Supergroep Chromalveolata (Adl et al. 2005) (→ protisten) - Rijk Hacrobiae (Cavalier-Smith 2010) - Harosa (Cavalier-Smith 2010) (SAR, RAS) - Rijk Rhizariae (Cavalier-Smith 1993) (Rhizaria) - - Rijk Alveolatae (Cavalier-Smith 1991) - Rijk Heterokontae (Cavalier-Smith 1986) (Stramenopiles) - Supergroep Archaeplastida (Adl et al. 2005) - Rijk Viridiplantae (Cavalier-Smith 1981) - Rijk Rhodoplantae (Saunders & Hommersand 2004) (→ protisten) |
| (→ behoort tot de ...) wordt ook gerekend tot een polyfyletische groep |

## Overzicht indelingen van de levende wezens
| Linnaeus 1735    | Haeckel 1866 | Chatton 1925 | Copeland 1938 | Whittaker 1969 | Woese e.a. 1990 | Cavalier-Smith 1998 |
| ---------------- | ------------ | ------------ | ------------- | -------------- | --------------- | ------------------- |
| 2 rijken         | 3 rijken     | 2 rijken     | 4 rijken      | 5 rijken       | 3 domeinen      | 6/7 rijken          |
| (niet behandeld) | Protista     | Prokaryota   | Monera        | Monera         | Bacteria        | Bacteria            |
| (niet behandeld) | Protista     | Prokaryota   | Monera        | Monera         | Archaea         | Archaea             |
| (niet behandeld) | Protista     | Eukaryota    | Protoctista   | Protista       | Eucarya         | "Protozoa"          |
| (niet behandeld) | Protista     | Eukaryota    | Protoctista   | Protista       | Eucarya         | "Chromista"         |
| Vegetabilia      | Plantae      | Eukaryota    | Plantae       | Plantae        | Eucarya         | Plantae             |
| Vegetabilia      | Plantae      | Eukaryota    | Plantae       | Fungi          | Eucarya         | Fungi               |
| Animalia         | Animalia     | Eukaryota    | Animalia      | Animalia       | Eucarya         | Animalia            |